# 엥에스뷘
엥에스뷘(스웨덴어: Ängesbyn)는 스웨덴 노르보텐주 룰레오(Luleå) 자치지방에 있는 마을(småort)이다.